# 試製自動短銃
試製自働短銃（しせいじどうたんじゅう、英語: Tokyo Arsenal Model 1927）は、大日本帝国陸軍によって試作された短機関銃である。　　　

## 開発経緯
1920年（大正9年）に大日本帝国陸軍は兵器研究方針によって、自動小銃開発の予備研究として自動短銃（当時の日本での短機関銃の呼び方）の研究にも着手するようになり、外国製短機関銃（ドイツ製MP18、アメリカ製トンプソンなど）を輸入し、分解・研究を行った。

## 性能
1927年（昭和2年）に、試製自働短銃1927型が軍事試験に出され、1,200発/分と発射速度が速すぎることや、命中精度もわるくすぐ加熱してしまうなどといった問題点があった。
翌年の1928年（昭和3年）では、試製自働短銃1927年型の他にも試製自働短銃1928年型、SIG-Bergmann（MP18のライセンスコピー品）、Lahti Model 1922、Thompsonなどと比較されたが、試製自動短銃1927年型と試製自動短銃1928年型はうまく比較されず、海軍によって採用されたSIG-Bergmannに、敗れた・

## 試製自動短銃1928年型

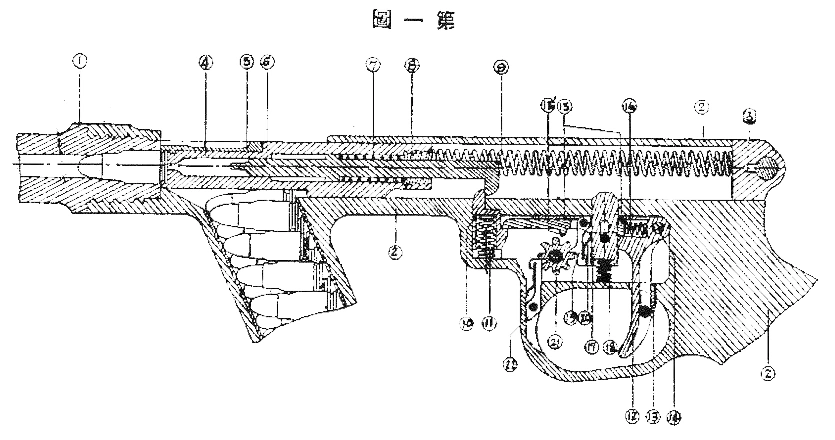
試製自動短銃1928年型の設計図

試製自働短銃1927年型は、クローズドボルトのブローバック動作の機関短銃であった。18発マガジンであり、セレクターで単発、2点バーストに切り替えられた。
テスト中に壊れたため、早くも試験から外れた。

## 登場作品

### ゲーム
『Enlisted』　　　　　　　　　　　　　　　　　　　　　　　　　　　　　　　　　　　　　　　　　　　　　　　　　　　　　　　　　
一般ツリーに「Tokyo : : : Arsenal SMG」として試製自動短銃1927年型が登場。